# Vasti Jackson
Vasti Jackson (McComb, 1959. október 20. –), amerikai bluesgitáros, énekes, dalszerző, producer.  Grammy-díjat nyert The Soul of Jimmie Rodgers című albuma a legjobb hagyományos blues album kategóriában 2016-ban.

## Pályafutása
Jackson a Mississippi állambeli McCombban született. Kisfiú korában szeretett felpattanni egy-egy vonatra vonatozni, mígnem tizenkét éves korában elkapták. Családi környezetében gyakran hallott a bluest.
A McComb High Schoolba járt. A Jackson State University-n tanult zenét. Az 1980-as évektől a 90-es évek elejéig stúdiózenészként alkalmazta a Malaco Records és az Alligator Records. 1993-ban egy 1993-ban televíziós műsor zenei rendezője volt.
1993-ban Jackson szerzeménye, a Let the Juke Joint Jump rajta volt Koko Taylor Force of Nature című albumán. 1994-ben B.B. King Grammy-díjas albumán volt egy szerzeménye. 1996-ban kiadta szólóalbumát, a Vas-tie Jacksont.
2000-ben Grammy-díjra jelölték a Bobby Rush Hoochie Man című albumát. 2002-ben  háttérénekes volt Cassandra Wilson Belly of the Sun című albumán. A következő évben szerepelt egy dokumentumfilmben (The Blues, producer: Martin Scorsese).
2014-ben Mississippi állam kulturális nagykövetévé nevezték ki.

## Albumok
- 1996: Vas-tie Jackson
- 2003: No Borders to the Blues
- 2007: Bourbon Street Blues: Live in Nashville
- 2010: Stimulus Man
- 2013: New Orleans Rhythm Soul Blues
- 2016: The Soul of Jimmie Rodgers
- 2024: Royal American Blues

## Díjak
- 2013: Mississippi Musicians Hall of Fame
- 2016: Grammy-díj (+ 2 jelölés)

## Filmek
Vasti Jackson az IMDb-n